# Digitariopsis
Digitariopsis es un género de plantas de la familia de las poáceas. Es originario del África tropical.

## Etimología
El nombre del género proviene de Digitaria (otro género de la misma familia) y de la palabra griega opsis, que denota similitud.

## Especies
- Digitariopsis major Van der Veken
- Digitariopsis monobotrys Van der Veken
- Digitariopsis redheadii C.E. Hubb.